# Sicydium
Sicydium is een geslacht van straalvinnige vissen uit de familie van grondels (Gobiidae).

## Soorten
- Sicydium adelum Bussing, 1996
- Sicydium altum Meek, 1907
- Sicydium brevifile Ogilvie-Grant, 1884
- Sicydium buscki Evermann & Clark, 1906
- Sicydium bustamantei Greeff, 1884
- Sicydium cocoensis (Heller & Snodgrass, 1903)
- Sicydium crenilabrum Harrison, 1993
- Sicydium fayae Brock, 1942
- Sicydium gilberti Watson, 2000
- Sicydium gymnogaster Ogilvie-Grant, 1884
- Sicydium hildebrandi Eigenmann, 1918
- Sicydium multipunctatum Regan, 1906
- Sicydium plumieri (Bloch, 1786)
- Sicydium punctatum Perugia, 1896
- Sicydium rosenbergii (Boulenger, 1899)
- Sicydium salvini Ogilvie-Grant, 1884